# 城市之门
城市之门（德語：Stadttor）是一座20层，84米高的摩天大楼，位于德国杜塞尔多夫的Unterbilk区。

## 历史
该建筑完成于1998年。标志着莱茵河岸隧道（Rheinufertunnel）的南入口。平行四边形平面。
该建筑总楼面面积30,000 m2（320,000 sq ft）。自1999年以来，城市之门为北莱茵-威斯特法伦州州长的办公地点。